# Crédit acheteur
Le crédit acheteur est un crédit accordé à l'acheteur par la banque du fournisseur pour financer l'export.
Montants : supérieurs à 5 millions d'euros
Durées : 2 à 10 ans.
Garanties : assurance crédit export telle COFACE ou Bpifrance Assurance Export.